# Glendower House
A Glendower House (vagy Glyndŵr House) a walesi Monmouth egyik műemlék épülete. A viktoriánus épület egykoron a kongregacionalisták kápolnája volt. A walesi műemlék-felügyelő királyi bizottság (angolul: Royal Commission on the Ancient and Historical Monuments of Wales) szerint „egyike a legkorábbi walesi olaszos kápolnáknak, rendkívüli kifinomultsága és kidolgozottsága révén”. Az épület névadója Owain Glyndŵr herceg.

## Története
A kongregacionalisták 1822-ig Dixton Gate-ben imádkoztak, majd a St Mary Streetbe költöztek át, a ma Dyffryn Houseként ismert épületbe. 1844-ben költöztek át ide, a Glendower Street-i épületbe. Ők alkották a város leggazdagabb gyülekezetét és a 19. század második felében átvették a vezető szerepet a város közösségi és kulturális életében. A csinos homlokzat mellett az épület értékes építeszti elemei a smethwicki Camm-testvérek által készített színes ablakok.
Az épület 1843 és 1844 között épült fel a bristoli építész, William Armstrong tervei alapján. A homlokzat tengelyében álló bejáratot korinthoszi oszlopok fogják közre. Az épület a szintén Armstrong tervezte bristoli Brunswick Chapel kicsinyített másának is tekinthető. Az épület II* kategóriás brit műemléknek számít (British Listed Building) 1965. október 27. óta. Miután hosszú ideig elhanyagolt állapotban volt, 2002-ben alakították át magánlakássá. Az épülete Anthony Sully építtette át saját tervei alapján a CADW jelentős pénzügyi támogatásával. A felújításról három brit televíziós műsor is készült, valamint megnyerte a 2003-2004-es évad Civic Trust for Wales díját.

## Fordítás
- Ez a szócikk részben vagy egészben  a   Glendower House, Monmouth című angol Wikipédia-szócikk ezen változatának fordításán alapul.  Az eredeti cikk szerkesztőit annak laptörténete sorolja fel. Ez a jelzés csupán a megfogalmazás eredetét és a szerzői jogokat jelzi, nem szolgál a cikkben szereplő információk forrásmegjelöléseként.